# グラスウォッシャー
グラスウォッシャー（glasswasher）は、厨房設備（台所設備）の一種。グラス洗浄機やグラス洗浄ブラシとも。ビアグラスやコップ、茶碗、ワイングラスなどの汚れを素早く、簡単に落とすための物。食器なども大きさによっては洗浄可能。

## 電動式・手動式

### 電動式
一度に4つから5つのグラスを同時に洗浄でき、大量のグラスを取り扱うには、大変効率的である。一般にアメリカのバーメイドが有名である。値段は非常に高く、国内では15万円ほどする。

### 手動式
電動式と比べ、電気代がかからないメリットがある。
歴史的にビールグラスを洗浄する機会が多いヨーロッパ（特に北欧）でドイツ製ブランドが多数ひしめく。値段は日本国内では様々で、2,000円から30,000円ほどである。

## ツイン式・シングル式
外形が覆われているタイプでツイン式のものとシングル式がある。ツイン式はブラシがあるポットの方に洗剤を入れ、グラスを回し洗浄。そひて、もう片方にグラスを差し込むと突起状の棒が押され自動で水が放出され、グラス内部が洗浄される仕組み。シングル式はポットに洗剤を入れ、グラスを差込み回してその後、水で洗浄する。

## ブラシのみのタイプ
ブラシが露出されている物で台所にブラシを設置し、使用。シングル式やダブル、チュリブル、などブラシが多数付属されているものがある。製造国は様々。